# Peter Verlič
Peter Verlič, slovenski politik in inženir gradbeništva, * 13. december 1962, Ljubljana.
Od 17. novembra 2010 je župan občine Grosuplje.

## Življenjepis

### Državni zbor
2008–2011
V času 5. državnega zbora Republike Slovenije, član Slovenske demokratske stranke, je bil član naslednjih delovnih teles:
- Odbor za zadeve Evropske unije (član)
- Odbor za okolje in prostor (član)
- Odbor za promet (podpredsednik)